# カルシトロン酸
カルシトロン酸（カルシトロンさん、Calcitroic acid (1α-hydroxy-23-carboxy-24,25,26,27-tetranorvitamin D3)）は、ビタミンD3の活性型である1,25-ジヒドロキシコレカルシフェロール（カルシトリオール）の代謝物である。この物質は、カルシトリオール24-ヒドロキシラーゼの触媒作用によって生成される。カルシトロン酸は、水に溶け、尿中に排泄される。